# Schand
Das Gebiet Schand ist ein vom Regierungspräsidium Tübingen am 26. Oktober 1981 durch Verordnung ausgewiesenes Naturschutzgebiet auf dem Gebiet der Stadt Laupheim im Landkreis Biberach. 

## Lage
Das Naturschutzgebiet Schand liegt ca. 4,5 km westlich des Stadtzentrums von Laupheim auf der Gemarkung Untersulmetingen im Gewann Brühlwiesen. Das Gebiet gehört zum Naturraum Hügelland der unteren Riß.

## Schutzzweck
Wesentlicher Schutzzweck ist laut der Schutzgebietsverordnung „die Erhaltung eines Feuchtgebietes mit ergänzendem trockenerem Bereich in intensiv landwirtschaftlich genutzter Landschaft als Lebensvoraussetzung für zahlreiche vom Aussterben bedrohte und geschützte Pflanzen‑ und Tierarten einschließlich deren Lebensgemeinschaften.“

## Landschaftscharakter
Bei dem Schutzgebiet handelt es sich um ein Niedermoor in einer abflusslosen Senke, das teilweise durch ehemalige Torfstiche überformt ist. Die Flächen im Randbereich werden als Streuwiesen genutzt. Es befinden sich auch einige Gebüsche, ein künstlich angelegter Flachwasserteich und ein kleines Waldstück auf einer ehemaligen Bauschutt-Deponie im Gebiet. Das Gebiet wird vom Schandgraben entwässert, der die nördliche Gebietsgrenze bildet.

## Flora und Fauna
Im Gebiet kommen zahlreiche geschützte Pflanzenarten vor, darunter die Große Händelwurz, das Große Zweiblatt, das Breitblättrige Knabenkraut, die Hohe Schlüsselblume, die Echte Schlüsselblume, die Mehlprimel und die Trollblume. Das Braunkehlchen brütet im Gebiet.